# ایوان بلیایف (دونده)
ایوان بلیایف (روسی: Иван Павлович Беляев؛ زادهٔ ۱۰ اوت ۱۹۳۵) ورزشکار دو و میدانی اهل اتحاد جماهیر شوروی سوسیالیستی است.